# Eryngium macracanthum
Eryngium macracanthum är en flockblommig växtart som beskrevs av Rodolfo Amando Philippi. Eryngium macracanthum ingår i släktet martornar, och familjen flockblommiga växter. Inga underarter finns listade i Catalogue of Life.